# كينت كوبر
كينت كوبر (بالإنجليزية: Kent Cooper)‏ هو صحفي أمريكي، ولد في 22 مارس 1880 في كولومبوس في الولايات المتحدة، وتوفي في 31 يناير 1965 في ويست بالم بيتش في الولايات المتحدة.

## وصلات خارجية
- كينت كوبر على موقع الموسوعة البريطانية (الإنجليزية)